# Парк имени Янки Купалы (Минск)
Парк имени Янки Купалы (бел. Парк імя Янкі Купалы) — парк культуры и отдыха в центре Минска недалеко от Площади Победы, основанный в 1950 году. Назван в честь белорусского поэта Янки Купалы.
Архитектор проекта — Руденко Игорь Николаевич.

## Расположение
Расположен возле пересечений улиц Янки Купалы и проспекта Независимости, на правом берегу Свислочи.

## История

### Основание
Парк возник после Великой Отечественной войны, был заложен в 1949 году и получил название 30-летия БССР. До этого на этом месте стояли одно- двухэтажные дома. Основная часть парка была основана в 1950 году. Главная аллея парка расположена по диагонали от пр. Независимости (в то время — пр. Сталина), где находится главный вход в парк, к изгибу Свислочи. На перекрёстке главной и центральной аллей, в центре парка располагался фонтан.
В 1959 году на территории парка построили литературный музей Я. Купалы. Музей построен на месте, где раньше был дом, в котором жил поэт в 1927—1941 гг. Сам дом сгорел на пятый день Великой Отечественной войны, а многие рукописи и архив Янки Купалы погибли. Сегодня в музее — более 36 тысяч экспонатов (это рукописи поэта, прижизненные издания, книги с автографами, фотоснимки, документы, предметы культуры и быта, связанные с жизнью и деятельностью поэта).

### Перепланировка в 1970-х
Изначально в начале главной аллеи был установлен памятник С. И. Грицевцу (перенесен на ул. Ленина), вместо него в 1972 году к 90-летию со дня рождения поэта установили Памятник Янке Купале (скульпторы А. Аникейчик, Л. Гумилевский, А. Заспицкий, архитекторы Ю. Градов, Л. Левин). Был перестроен и фонтан, скульптурная композиция которого отображает один из моментов древнего народного праздника — «Купалье», пускание венков в воду, отчего так и называется «Венок».
7 марта 2018 года в парке был установлен памятный знак братьям Антону и Ивану Луцкевичам в рамках мероприятий, посвященных 100-летию Белорусской Народной Республики. Памятный знак находится на месте дома Зофьи Луцкевич на бывшей Садовой улице, где братья жили в 1896–1906 годах.

## Галерея

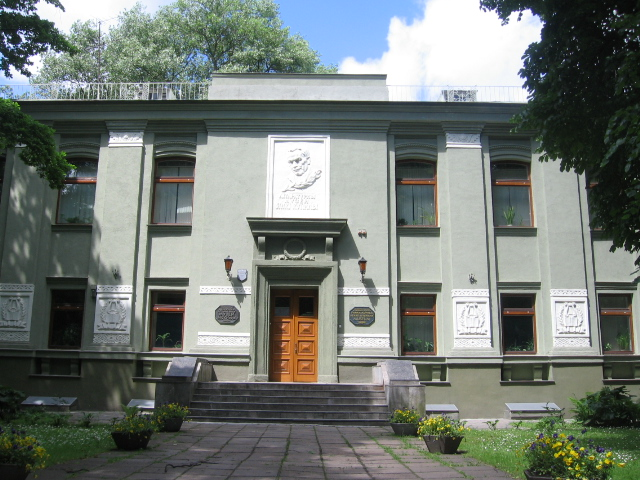
Музей Янки Купалы
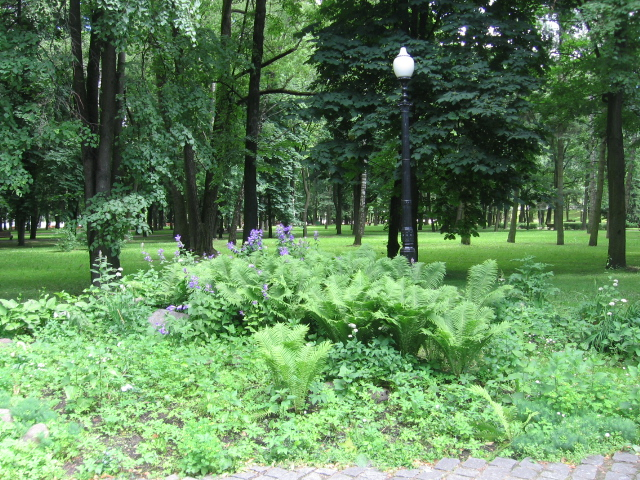
Клумба около памятника
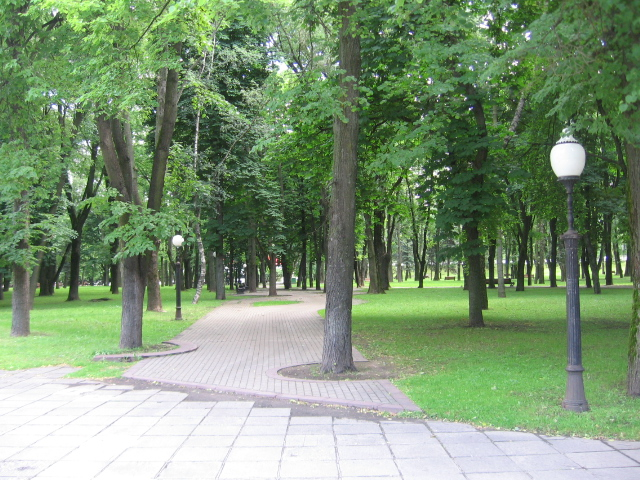
Дорожка
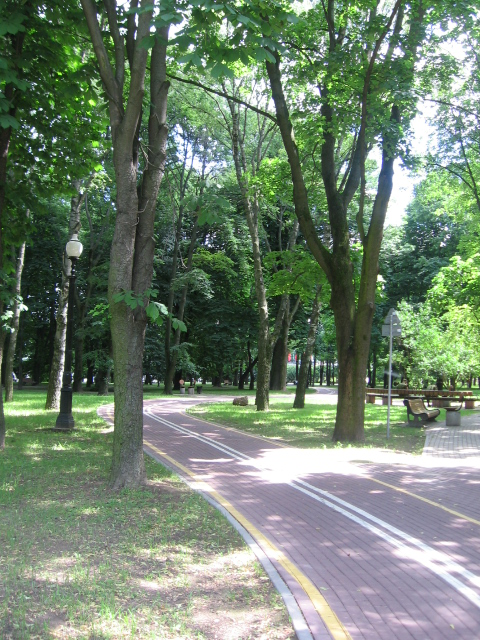
Велодорожки
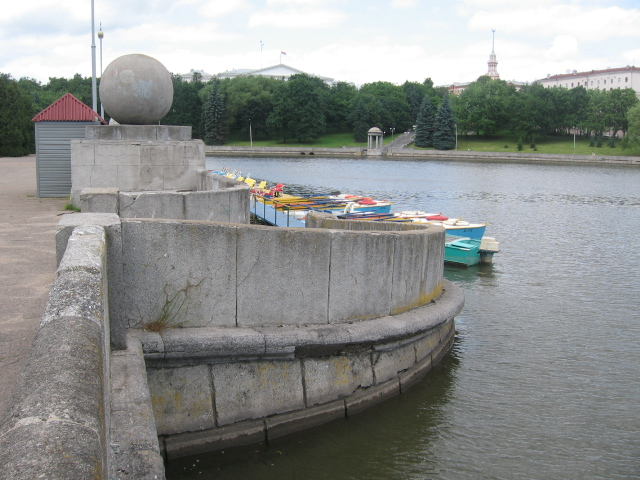
Лодочная